# Andengans
Die Andengans (Oressochen melanopterus, Syn.: Chloephaga melanoptera) ist ein Vogel aus der Familie der Entenvögel (Anatinae). Sie ist ein Bewohner niederschlagsarmer Regionen in den Hochtälern der Anden und lebt auf einer Höhe zwischen 3.000 und 5.000 Metern. In dieser Region sind Jagd und eine Zerstörung des Lebensraumes selten. Dort wo sie nicht gejagt wird, zeigt die Andengans eine geringe Fluchtdistanz gegenüber dem Menschen und grast zwischen Schafherden auch in unmittelbarer Nähe zu Gehöften. Die Art gilt als in ihrem Bestand nicht bedroht. Es liegen allerdings keine genauen Bestandszahlen vor: Ihre Populationsgröße wurde gegen Ende des 20. Jahrhunderts auf 25.000 bis 100.000 Individuen geschätzt.

## Merkmale
Die Andengans erreicht eine Körpergröße von 70 bis 80 Zentimetern bei einem Gewicht von 2,5 bis 3,5 Kilogramm. Sie ist kein guter Flieger. Der Schnabel ist rosarot, die Füße sind rot und sie verfügt über ein weißes Gefieder mit schwarzen Schwanzfedern und schwarzen Flügelenden. Die Flügel sind mit schwarzen Flecken versetzt. Die Geschlechter gleichen sich in der Gefiederfarbe. Das Weibchen ist etwas kleiner als das Männchen. Das Mauserschema ist bislang nicht hinreichend beschrieben.
Ein Geschlechtsunterschied besteht bei der Rufen dieser Art. Erregte Männchen rufen pfeifend. Weibchen dagegen geben dunkle knak-knak-Rufe von sich. Während des Weidens geben die Gänse ständig leise Kontaktrufe von sich. Das Weibchen ruft dabei ein weiches huit-wit-wit.

Das Verbreitungsgebiet der Andengans

## Verbreitung
Das Verbreitungsgebiet befindet sich auf den Hochebenen der Anden in Höhen ab etwa 3000 Metern, nahe bei Bergseen oder Hochsümpfen, in Peru, im Süden von Argentinien, im Westen von Bolivien und im Norden von Chile. Dort lebt sie in kleinen Familienverbänden oder in Paaren am Rand der Seen oder Sümpfe.

## Lebensweise
Die Andengans ernährt sich von Gräsern, von unterschiedlichen Samen und von Wasserpflanzen. Zu ihren Nahrungspflanzen zählen Armleuchteralgen der Gattung Chara, Pflanzen der Gattung Lilaeopsis, Tausendblatt und Nostoc. Etwa 73 Prozent ihrer Zeit verbringt sie mit Weiden. Die Tiere nehmen täglich etwa 208 Gramm Pflanzenmaterial auf.
Der Ganter zeigt ein Balzverhalten, zu dem ein antagonistisches Verhalten gegenüber Artgenossen und anderen Gänsen gehört. Zu den Balzposen gehört ein „Marschieren“, bei dem die Füße stark angehoben sind. Die gefalteten Flügel werden dabei vom Körper abgespreizt. Aggressive Männchen drohen mit Flügelschlägen und mit rollenden Kopf- und Halsbewegungen.
Das Nest wird in einer Vertiefung am Boden, meist an den Abhängen nahe der Seen, angelegt und mit Pflanzen ausgepolstert. Das Gelege besteht aus 5 bis 10 Eiern, die in einem Zeitraum von 30 Tagen ausgebrütet werden.

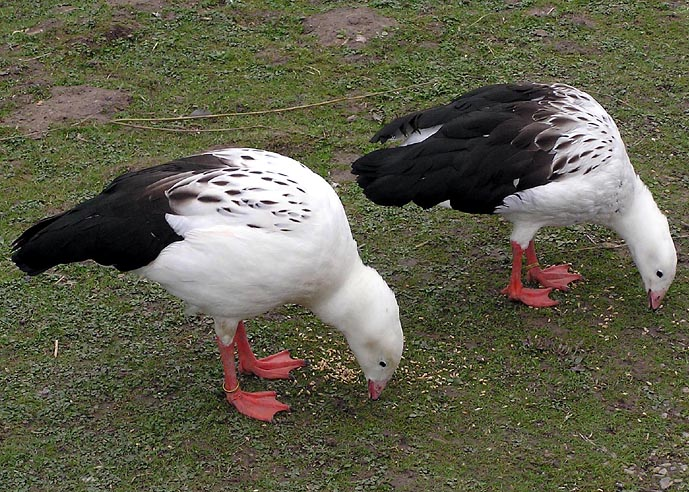
Andengänse beim Weiden

## Systematik
Die Andengans wurde 1838 durch den britischen Naturforscher Thomas Campbell Eyton als Anser melanopterus erstmals wissenschaftlich beschrieben. 1870 wurde sie in die neu eingeführte, monotypischen Gattung Oressochen gestellt. Sieben Jahre später erfolgte die Zuordnung zur Gattung Chloephaga, wo sie über ein Jahrhundert lang verblieb. Eine 2014 veröffentlichte Studie über die Phylogenie der südamerikanischen Halbgänse, zeigte jedoch dass die Andengans die Schwesterart der Orinokogans ist, die die einzige Art der 1918 eingeführten Gattung Neochen war. Beide Arten mussten damit einer Gattung zugeordnet werden. Da die Gattung Oressochen aber vor der Gattung Neochen eingeführt wurde, wurde gemäß der Prioritätsregel der biologischen Nomenklatur Oressochen zur Gattungsbezeichnung für die Andengans und für die Orinokogans. Oressochen ist die Schwestergattung von Chloephaga.

## Haltung in Europa
Andengänse wurden das erste Mal ab 1871 vom Londoner Zoo gehalten. Auch die Welterstzucht gelang 1915 diesem Zoo. Sie gehören seitdem zu den regelmäßig gezeigten Tieren in Zoohaltung und werden gelegentlich auch von Privatzüchtern gepflegt. Wesentliche Erkenntnisse über die Lebensweise dieser Tierart wurden an in Gefangenschaft gehaltenen Tieren gewonnen. Sie sind aggressiv gegenüber anderen Gänsen und werden deswegen häufig in großen Einzelgehegen gehalten. Die Tiere brauchen eine Bademöglichkeit, Schatten bei Sommerhitze und einen Schutzraum bei nasskaltem Wetter.
Die Nachzucht wurde über lange Zeit unsystematisch betrieben. Die Tierart blieb deswegen in Zoohaltung selten. Neue Tiere wurden in der Regel importiert. Mit einer ernsthaften Nachzucht begann ab 1963 der Wildfowl Trust. Andengänse, die heute in europäischen Zoos gehalten werden, sind in der Regel keine Wildfänge mehr, sondern stammen aus diesen Zuchtprogrammen.

## Belege